# Paraleptoneta
Genre
Synonymes
- Segrea Roewer, 1953

Paraleptoneta est un genre d'araignées aranéomorphes de la famille des Leptonetidae.

## Distribution
Les espèces de ce genre se rencontrent en Algérie, en Tunisie, en Italie et en France.

## Liste des espèces
Selon World Spider Catalog (version 25.0, 28/01/2024) :
- Paraleptoneta bellesi Ribera & Lopez, 1982
- Paraleptoneta spinimana (Simon, 1885)

## Systématique et taxinomie
Ce genre a été décrit par Fage en 1913 dans les Leptonetidae.
Segrea a été placé en synonymie par Brignoli en 1974.

## Publication originale
- Fage, 1913 : « Études sur les Araignées cavernicoles. II. Révision des Leptonetidae. Biospelogica, XXIX. » Archives de zoologie expérimentale et générale, vol. 10, no 5, p. 479-576 (texte intégral).